# DPI女性障害者ネットワーク
DPI女性障害者ネットワーク（DPIじょせいしょうがいしゃねっとわーく 英名：DPI Women's Network Japan）とは、日本における女性による障害者団体、社会的ネットワーク団体である。障害当事者や研究者、福祉関係者が参加している。

## 概要
1986年、当時のDPI日本会議の副議長だった樋口恵子（高知県在住 ･脊椎カリエス・後のNPO法人ヒューマンケア協会設立者の一人、町田市議会議員）の呼びかけで結成。東京で行われた第1回の会の交流合宿でメインテーマを「女性障害者の自立促進と優生保護法撤廃」と決定した。優生保護法、堕胎罪の撤廃を求める要望書を厚生大臣に提出するなどの活動を行う。1996年に優生保護法は母体保護法へ改められる。
1999年、他団体と共同で強制不妊手術被害者ホットライン開設を行う、断続的に女性限定の勉強会を開催（女性と性、女性運動の歴史、障害女性の自分史、介助について）、DPI日本会議季刊誌に「障害女性は今」連載するなどの活動を行う。
2012年、「障害のある女性の生活の困難―人生の中で出会う複合的な生きにくさとは―」調査報告書完成。2014年、内閣府障害者政策委員会のヒアリングに呼ばれメンバーが発言している。2016年には国際連合人権理事会の女子差別撤廃委員会関係者へのロビー活動を行うべく、メンバーをジュネーブに派遣している。
出典。

## 主なメンバー・関係者
- 藤原久美子（DPI日本会議常任委員）
- 南雲君江（自立生活センターHANDS世田谷職員）
- 臼井久実子（障害者欠格条項をなくす会代表）
- 小山内美智子（NPO法人札幌いちご会代表）
- 金滿里（劇団「態変」を主宰）
- 堤愛子（NPO法人町田ヒューマンネットワーク代表）
- 利光惠子（立命館大学生存学研究センター客員研究員）
- 樋口恵子（元町田市議会議員）
- 米津知子（優生手術に対する謝罪を求める会 呼びかけ人）
- 安積純子（立教大学コミュニティ福祉学部兼任講師）
- 川合千那未（全国障害学生支援センターのメンバー）

出典。